# Paramètre de Kerr
Cet article concerne le paramètre {\displaystyle a} de la métrique de Kerr. Pour celle-ci et le trou noir homonyme, voir trou noir de Kerr. Pour les autres articles homonymes, voir Kerr.
En astrophysique, le paramètre de Kerr, ainsi désigné en l'honneur du mathématicien néo-zélandais Roy P. Kerr, ou paramètre de spin, est un paramètre qui exprime le moment cinétique par unité de masse.

## Terminologie
Les paramètres de Kerr, (au pluriel) sont les deux paramètres {\displaystyle m} et {\displaystyle a} qui apparaissent dans l'expression de la métrique de Kerr,. Celle-ci est une solution de l'équation d'Einstein pour le vide {\displaystyle (R_{\mu \nu }=0)} pour n'importe quelle valeur de {\displaystyle m} et {\displaystyle a},. Ceux-ci n'ont pas de signification physique a priori et leur interprétation doit être déduite du comportement asymptotique de la métrique. Thorne et Hansen ont obtenu leur interprétation rigoureuse à partir de la définition des moments multipolaires des espaces-temps vides, stationnaires et asymptotiquement plats.
{\displaystyle m} est le paramètre de masse,, car il est relié à la masse. Il est défini par :
{\displaystyle m={\frac {GM}{c^{2}}}},
où {\displaystyle G} est la constante de Newton, {\displaystyle c} est la vitesse de la lumière dans le vide, et {\displaystyle M} est la masse. Dans le système d'unités géométriques {\displaystyle (c=G=1)}, {\displaystyle m=M}.
{\displaystyle a} est le paramètre de rotation, car il est relié au taux de rotation. Le paramètre de Kerr (au singulier) désigne le paramètre {\displaystyle a}.

## Notation et définition
Le paramètre de Kerr,, est couramment noté a, et est défini par :
{\displaystyle a={\frac {J}{Mc}}},
où :
- {\displaystyle J} est le moment cinétique[11] ;
- {\displaystyle M} est la masse[11] ;
- {\displaystyle c} est la vitesse de la lumière dans le vide (c=2,997 924 58×108 m·s-1).

L'équation qui précède est parfois simplifiée en
où j est le moment cinétique spécifique, c'est-à-dire le moment cinétique par unité de masse
Ainsi défini, le paramètre de Kerr a la dimension d'une longueur : [a] = L.

## Paramètre adimensionné
Dans le système d'unités géométriques de la relativité générale, il est remplacé par un paramètre adimensionnel : le paramètre adimensionnel de Kerr ou paramètre de spin adimensionné.
Une convention de notation permet de distinguer le paramètre dimensionné au paramètre adimensionné : par exemple, celui-ci est noté {\displaystyle {\hat {a}}}, {\displaystyle a_{\star }} ou {\displaystyle {\bar {a}}}.
Il est relié au paramètre a par l'équation
où G est la constante gravitationnelle.
La limite de Thorne est la valeur numérique maximale du paramètre adimensionné pour un trou noir en équilibre. Elle est inférieure à 1 et d'environ 0,998, sa valeur exacte dépendant des propriétés d'émission du gaz dans le disque d'accrétion.